# Anioł Pański

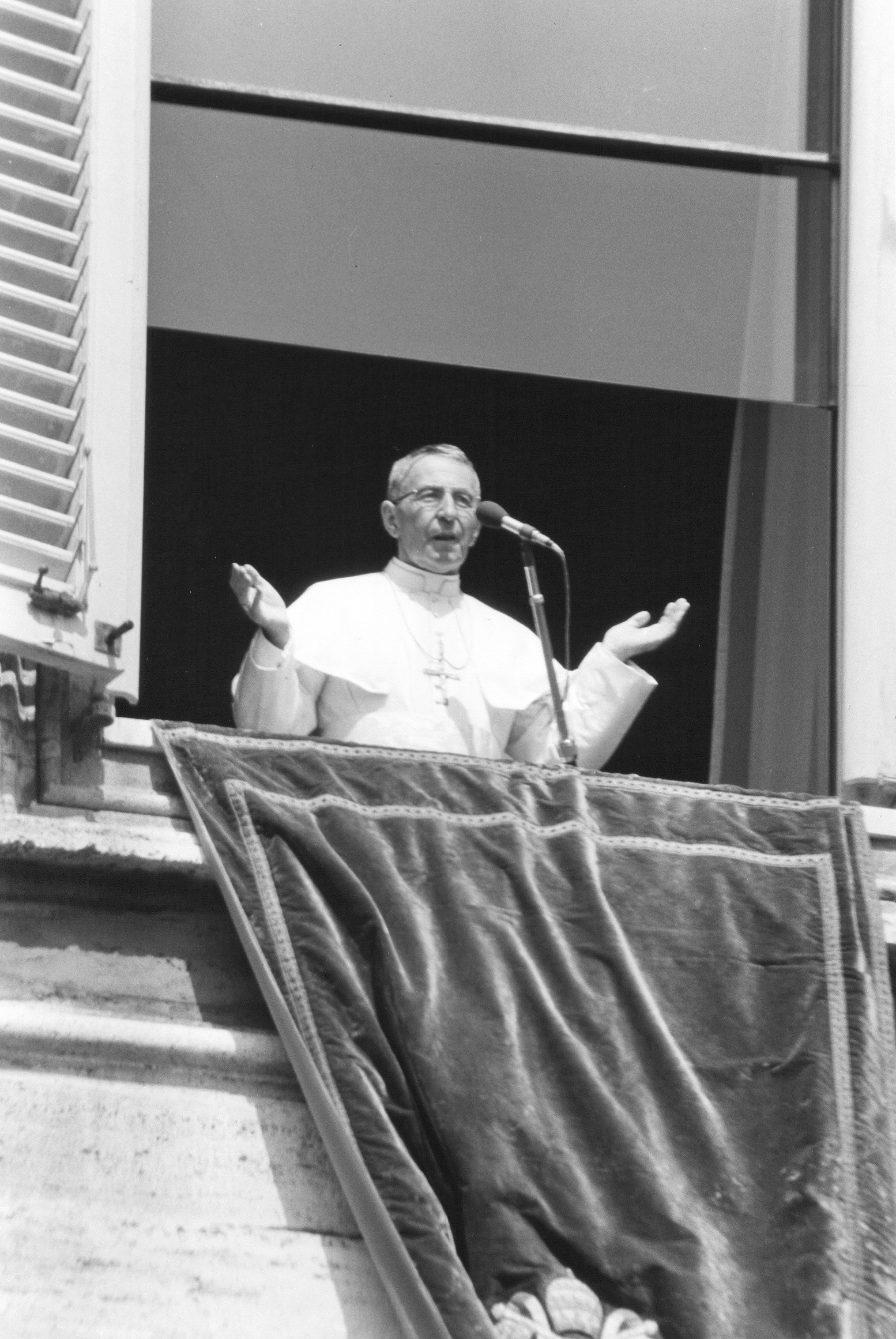
Papież Jan Paweł I podczas modlitwy Anioł Pański na Placu św. Piotra

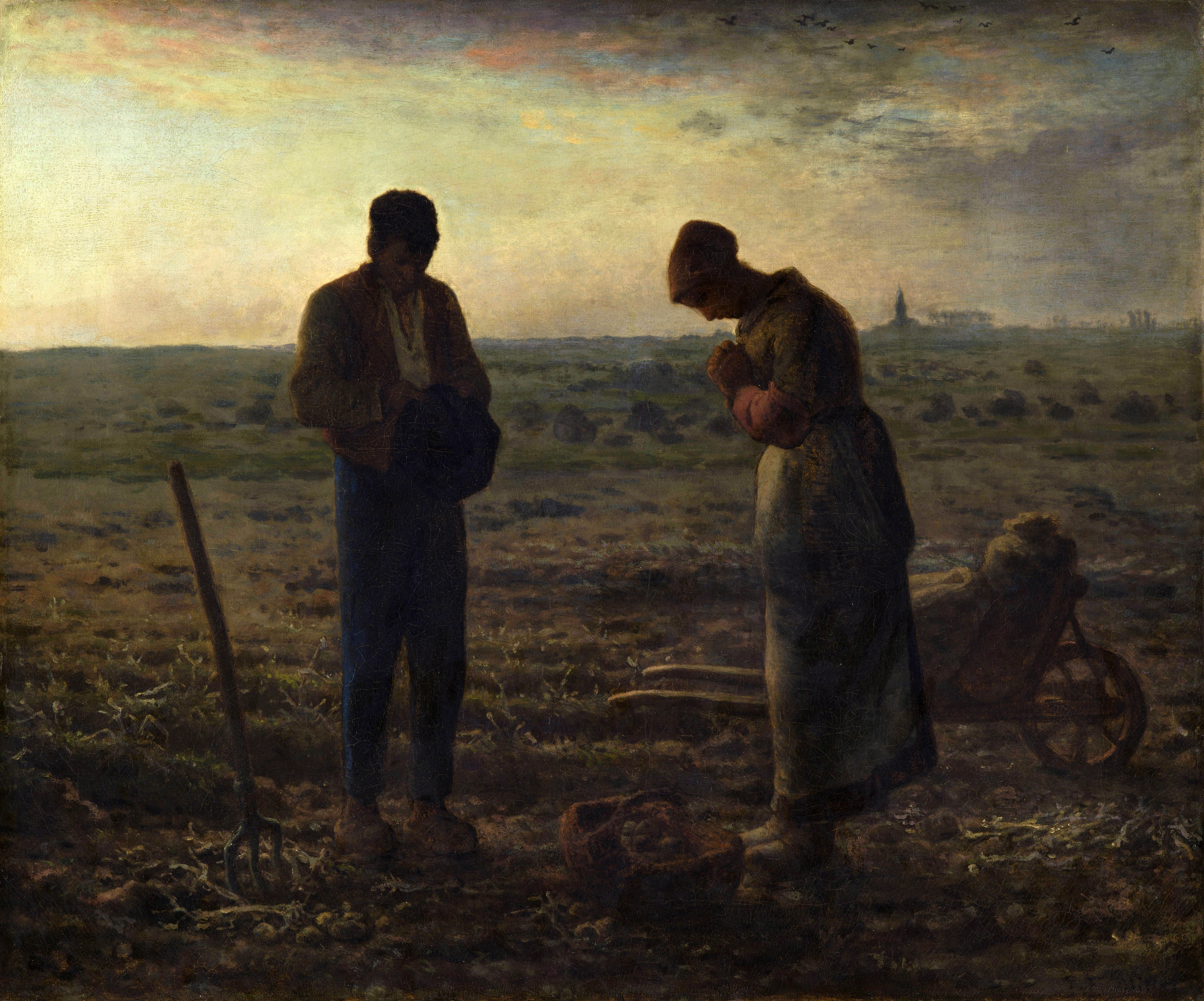
Anioł Pański, Jean-François Millet

Anioł Pański (łac. Angelus Domini) – katolicka modlitwa maryjna, której przedmiotem jest rozważanie zwiastowania Maryi przez anioła Gabriela i wcielenia Jezusa Chrystusa. W zależności od lokalnych zwyczajów odmawiana jest o godz. 6.00, 12.00 i 18.00 przez cały rok z wyjątkiem okresu wielkanocnego, kiedy to należy odmawiać Regina Coeli.
W Watykanie niedzielna modlitwa Anioł Pański jest zwyczajowo celebrowana przez papieża i związana jest z krótką katechezą oraz błogosławieństwem.

## Historia modlitwy
Powstanie modlitwy Anioł Pański datuje się na wiek XI-XIV. Modlitwa ta przechodziła różne fazy. W średniowieczu o zmierzchu dzwoniono w naczynia do przechowywania ognia co pokrywało się w czasie z odmawianiem modlitwy „Zdrowaś Maryjo”. Na początku XIII w. Grzegorz IX (1227–1241) zarządził, by Pozdrowienie Anielskie odmawiane było rano i wieczorem, zawsze na dźwięk dzwonu. Potwierdził to Synod w Kolonii w roku 1279.
Zwyczaj odmawiania Anioł Pański istniał już w I połowie XIII wieku, propagowany przez zakon franciszkanów. W 1262 r. generał franciszkanów, św. Bonawentura, nakazał członkom tegoż zakonu praktykę trzech Zdrowaś Maryjo rano i wieczorem.
Odmawiali oni tę modlitwę na wieczorny głos dzwonu, którym dawano znak gaszenia ogni we wszystkich obejściach. Tradycja odmawiania tej modlitwy rozpowszechniła się w XVI w. w całym chrześcijaństwie zachodnim. Wówczas Anioł Pański zaczęto odmawiać także rano na cześć Maryi jako „Jutrzenki Porannej”. Zwyczaj odmawiania w południe został wprowadzony w 1456 roku przez papieża Kaliksta III w celu uproszenia u Maryi ratunku dla oblężonego przez Turków Belgradu, który był ostatnią naddunajską twierdzą broniącą drogi do serca Europy. Tradycja tej niedzielnej modlitwy papieża trwa do dzisiaj i gromadzi tysiące wiernych.

## Treść modlitwy
| Wersja polska | Wersja łacińska |
| --- | --- |
| V. Anioł Pański zwiastował Pannie Maryi. R. I poczęła z Ducha Świętego. Zdrowaś Maryjo... V. Oto ja Służebnica Pańska. R. Niech mi się stanie według słowa Twego. Zdrowaś Maryjo... V. A Słowo Ciałem się stało. R. I mieszkało między nami. Zdrowaś Maryjo... V. Módl się za nami święta Boża Rodzicielko, R. abyśmy się stali godnymi obietnic Chrystusowych. Módlmy się: Łaskę Twoją prosimy Cię, Panie, racz wlać w serca nasze, abyśmy którzy za zwiastowaniem anielskim Wcielenie Chrystusa, Syna Twego poznali, przez Mękę Jego i Krzyż do chwały zmartwychwstania byli doprowadzeni. Przez Chrystusa Pana naszego. Amen. | V. Angelus Domini nuntiavit Mariæ. R. Et concepit de Spiritu Sancto. Ave Maria... V. Ecce Ancilla Domini. R. Fiat mihi secundum Verbum tuum. Ave Maria... V. Et Verbum caro factum est. R. Et habitavit in nobis. Ave Maria... V. Ora pro nobis, Sancta Dei Genetrix. R. Ut digni efficiamur promissionibus Christi. Oremus: Gratiam tuam quæsumus, Domine, mentibus nostris infunde; ut qui, angelo nuntiante, Christi Filii tui Incarnationem cognovimus, per passionem eius et crucem, ad resurrectionis gloriam perducamur. Per eundem Christum Dominum nostrum. Amen. |

Źródło: sanctus.pl.

## W literaturze polskiej
Pierwsze wzmianki o modlitwie pojawiły się w literaturze polskiej w okresie przełomu romantycznego, m.in. w wierszu Dzwonek wiejski Kazimierza Brodzińskiego, w Panu Tadeuszu ks. XI Adama Mickiewicza, w Złotej czaszce, Księdzu Marku i Śnie srebrnym Salomei Juliusza Słowackiego, w Mazurze za wołami Teofila Lenartowicza. Motyw tej modlitwy ma bardziej refleksyjny charakter u Kornela Ujejskiego Anioł Pański, Henryka Sienkiewicza Rodzina Połanieckich, Potop, i Władysława Reymonta Chłopi. Poeci młodopolscy wykorzystywali ten motyw do uzyskania efektów nastrojowych (m.in. Włodzimierz Perzyński Anioł Pański, Kazimierz Przerwa-Tetmajer Anioł Pański, Stanisław Korab-Brzozowski Anioł Pański). Motyw dzwonów bijących na Anioł Pański pojawia się też w powieści Poli Gojawiczyńskiej pt. Stolica.